# Savigny (Rhône)
Pour les articles homonymes, voir Savigny.
Savigny est une commune française située dans le département du Rhône, en région Auvergne-Rhône-Alpes.

## Géographie

### Localisation
| Saint-Romain-de-Popey   | Bully            | L'Arbresle |
| Ancy                    | Savigny          | Sain-Bel   |
| Saint-Julien-sur-Bibost | Bibost, Bessenay | Chevinay   |

### Hydrographie
La commune de Savigny est traversée par le Trésoncle. Le Trésoncle est un ruisseau qui s'étend sur près de 12,5 kilomètres. Il prend sa source au lieudit le Mollon à Ancy, passe par Savigny et se jette dans la Brévenne à Sain-Bel.
Il s'agit dans un premier temps d'un ruisseau de plaine avec une largeur d'un mètre puis d'un ruisseau de moyenne montagne avec des cascades et à nouveau d'un ruisseau de plaine d'une largeur de trois mètres. Ses eaux de bonne qualité en font un espace privilégié pour la pêche.
Deux espèces de poissons sont particulièrement recherchées par les pêcheurs : une truite autochtone et une truite issue de l'introduction d'alevinage à vésicule résorbée, deux fois plus grosse.
En outre, le Trésoncle possède une faune d'invertébrés riche et des écrevisses.

### Climat
Pour des articles plus généraux, voir Climat d'Auvergne-Rhône-Alpes et Climat du Rhône.
En 2010, le climat de la commune est de type climat océanique dégradé des plaines du Centre et du Nord, selon une étude du Centre national de la recherche scientifique s'appuyant sur une série de données couvrant la période 1971-2000. En 2020, Météo-France publie une typologie des climats de la France métropolitaine dans laquelle la commune est exposée à un climat de montagne ou de marges de montagne et est dans la région climatique Nord-est du Massif Central, caractérisée par une pluviométrie annuelle de 800 à 1 200 mm, bien répartie dans l’année.
Pour la période 1971-2000, la température annuelle moyenne est de 11,3 °C, avec une amplitude thermique annuelle de 17,5 °C. Le cumul annuel moyen de précipitations est de 816 mm, avec 9,6 jours de précipitations en janvier et 6,4 jours en juillet. Pour la période 1991-2020, la température moyenne annuelle observée sur la station météorologique de Météo-France la plus proche, « Le Breuil », sur la commune du Breuil à 9 km à vol d'oiseau, est de 11,6 °C et le cumul annuel moyen de précipitations est de 749,8 mm,. Pour l'avenir, les paramètres climatiques de la commune estimés pour 2050 selon différents scénarios d'émission de gaz à effet de serre sont consultables sur un site dédié publié par Météo-France en novembre 2022.

## Urbanisme

### Typologie
Au 1er janvier 2024, Savigny est catégorisée commune rurale à habitat dispersé, selon la nouvelle grille communale de densité à sept niveaux définie par l'Insee en 2022.
Elle appartient à l'unité urbaine de L'Arbresle, une agglomération intra-départementale regroupant huit  communes, dont elle est une commune de la banlieue,,. Par ailleurs la commune fait partie de l'aire d'attraction de Lyon, dont elle est une commune de la couronne,. Cette aire, qui regroupe 397 communes, est catégorisée dans les aires de 700 000 habitants ou plus (hors Paris),.

### Occupation des sols
L'occupation des sols de la commune, telle qu'elle ressort de la base de données européenne d’occupation biophysique des sols Corine Land Cover (CLC), est marquée par l'importance des territoires agricoles (79 % en 2018), une proportion sensiblement équivalente à celle de 1990 (79,1 %). La répartition détaillée en 2018 est la suivante :
prairies (43,5 %), zones agricoles hétérogènes (31,2 %), forêts (15,4 %), terres arables (4,3 %), zones urbanisées (3,8 %), zones industrielles ou commerciales et réseaux de communication (1,9 %). L'évolution de l’occupation des sols de la commune et de ses infrastructures peut être observée sur les différentes représentations cartographiques du territoire : la carte de Cassini (XVIIIe siècle), la carte d'état-major (1820-1866) et les cartes ou photos aériennes de l'IGN pour la période actuelle (1950 à aujourd'hui).

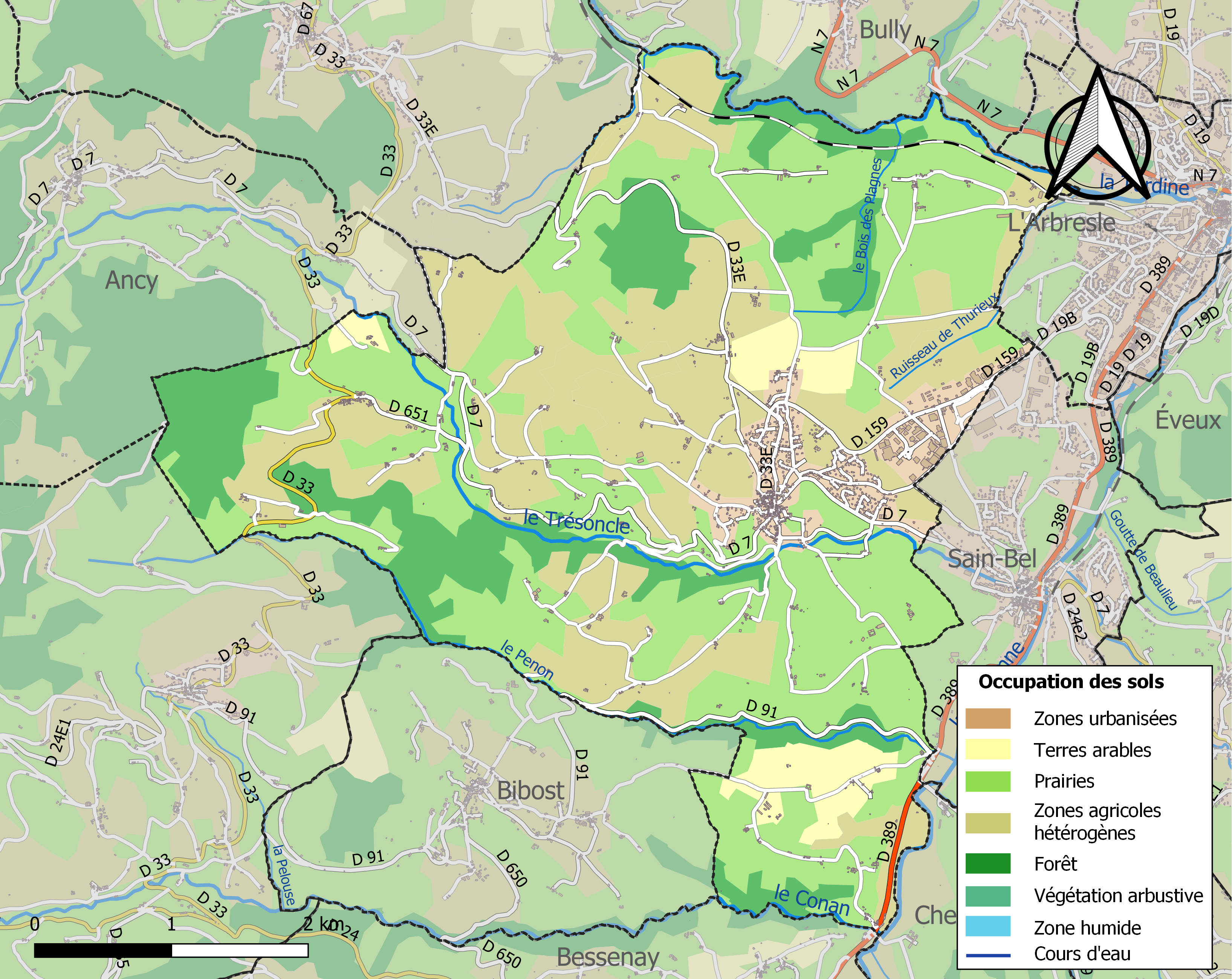
Carte des infrastructures et de l'occupation des sols de la commune en 2018 (CLC).

### Voies de communication et transports
La ligne 208 des cars du Rhône dessert le village.
- Direction : gare de L'Arbresle SNCF par L'Arbresle centre.
- Direction : Brullioles par Sain-Bel, Saint-Pierre-la-Palud, Chevinay et Bessenay.

## Histoire
Le village tient ses origines d’une abbaye bénédictine fondée à l’époque carolingienne et dont il ne reste aujourd'hui que quelques vestiges (Tour de l'Horloge, etc).
Construite sans doute avant le IXe siècle, elle prospéra autour de l’an mil. Riche et puissante, elle se protégea des invasions et des guerres en faisant édifier des châteaux et des maisons fortes dans les paroisses alentour (L'Arbresle, Sain-Bel, etc.).
En déclin à cause de la raréfaction des moines (il fallait être issu de la noblesse pour entrer à l'abbaye), un brevet royal supprima l'abbaye en 1779.
En 1755 et 1756, la paroisse est durement éprouvée par les ravages de la Bête du Lyonnais et 6 enfants trouvent la mort.

## Démographie
L'évolution du nombre d'habitants est connue à travers les recensements de la population effectués dans la commune depuis 1793. Pour les communes de moins de 10 000 habitants, une enquête de recensement portant sur toute la population est réalisée tous les cinq ans, les populations de référence des années intermédiaires étant quant à elles estimées par interpolation ou extrapolation. Pour la commune, le premier recensement exhaustif entrant dans le cadre du nouveau dispositif a été réalisé en 2004.

En 2022, la commune comptait 1 970 habitants, en évolution de −2,33 % par rapport à 2016 (Rhône : +3,93 %, France hors Mayotte : +2,11 %).
| 1793  | 1800  | 1806  | 1821  | 1831  | 1836  | 1841  | 1846  | 1851  |
| ----- | ----- | ----- | ----- | ----- | ----- | ----- | ----- | ----- |
| 1 405 | 1 366 | 1 446 | 1 509 | 1 607 | 1 666 | 1 585 | 1 669 | 1 688 |

| 1856  | 1861  | 1866  | 1872  | 1876  | 1881  | 1886  | 1891  | 1896  |
| ----- | ----- | ----- | ----- | ----- | ----- | ----- | ----- | ----- |
| 1 617 | 1 578 | 1 527 | 1 532 | 1 594 | 1 513 | 1 520 | 1 422 | 1 343 |

| 1901  | 1906  | 1911  | 1921  | 1926  | 1931  | 1936 | 1946 | 1954 |
| ----- | ----- | ----- | ----- | ----- | ----- | ---- | ---- | ---- |
| 1 269 | 1 240 | 1 210 | 1 005 | 1 036 | 1 023 | 920  | 933  | 923  |

| 1962 | 1968  | 1975  | 1982  | 1990  | 1999  | 2004  | 2006  | 2009  |
| ---- | ----- | ----- | ----- | ----- | ----- | ----- | ----- | ----- |
| 960  | 1 001 | 1 137 | 1 359 | 1 535 | 1 797 | 1 984 | 1 962 | 1 921 |

| 2014  | 2019  | 2022  | - | - | - | - | - | - |
| ----- | ----- | ----- | - | - | - | - | - | - |
| 2 016 | 1 996 | 1 970 | - | - | - | - | - | - |

## Culture locale et patrimoine

### Lieux et monuments
Savigny est un village du Pays des pierres dorées, comme l'atteste la couleur de certaines constructions (ex. : l'église).
Savigny possède une autre caractéristique : ses décors peints. Un certain nombre de façades (place du 11-Novembre, rue Pierre-Bost…) présentent des décors peints dans un style assez rare en région lyonnaise : corniches moulurées, coquilles sculptées, fausses fenêtres, fausses pierres d'angles… Ces décors au dessin naïf mais soigné témoignent d'une incontestable inspiration italianisante.
Ces décors datent de la seconde moitié du XIXe siècle. Ils ont probablement été réalisés par des Piémontais qui quittaient leur région en pleine explosion démographique. Ainsi s'installèrent à Savigny au milieu du XIXe, plusieurs peintres dont Jean-Jacques Pozzeto, originaire du village piémontais de Sostengno. Leur style plut et les commandes affluèrent : volutes, corniches, ombres portées et perspectives en trompe-l'œil se répandirent.
Ces artistes semblent s'être installés durablement à Savigny et leurs œuvres pour certaines demeurent visibles sur des bâtiments.

L'église de Savigny
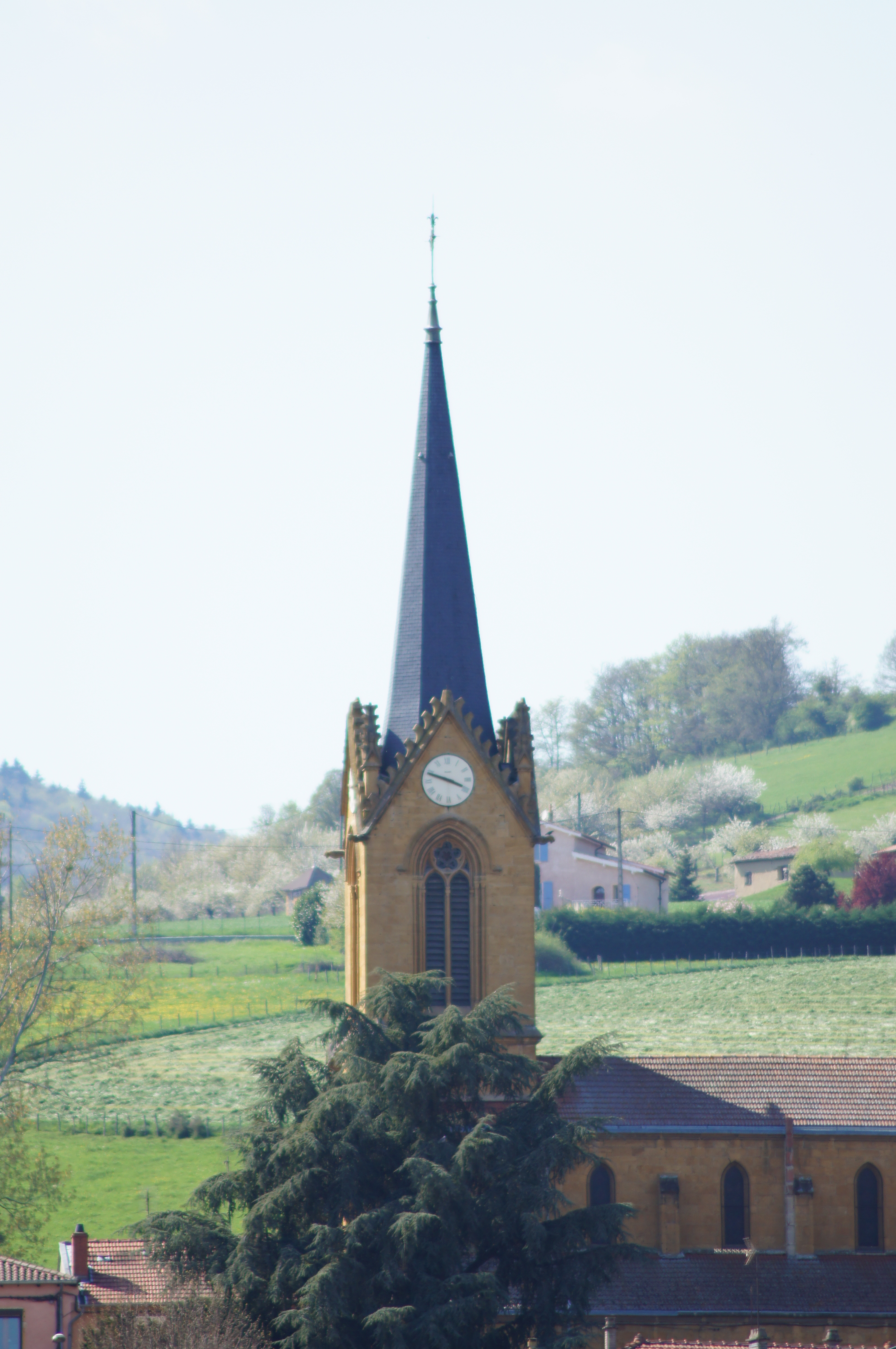
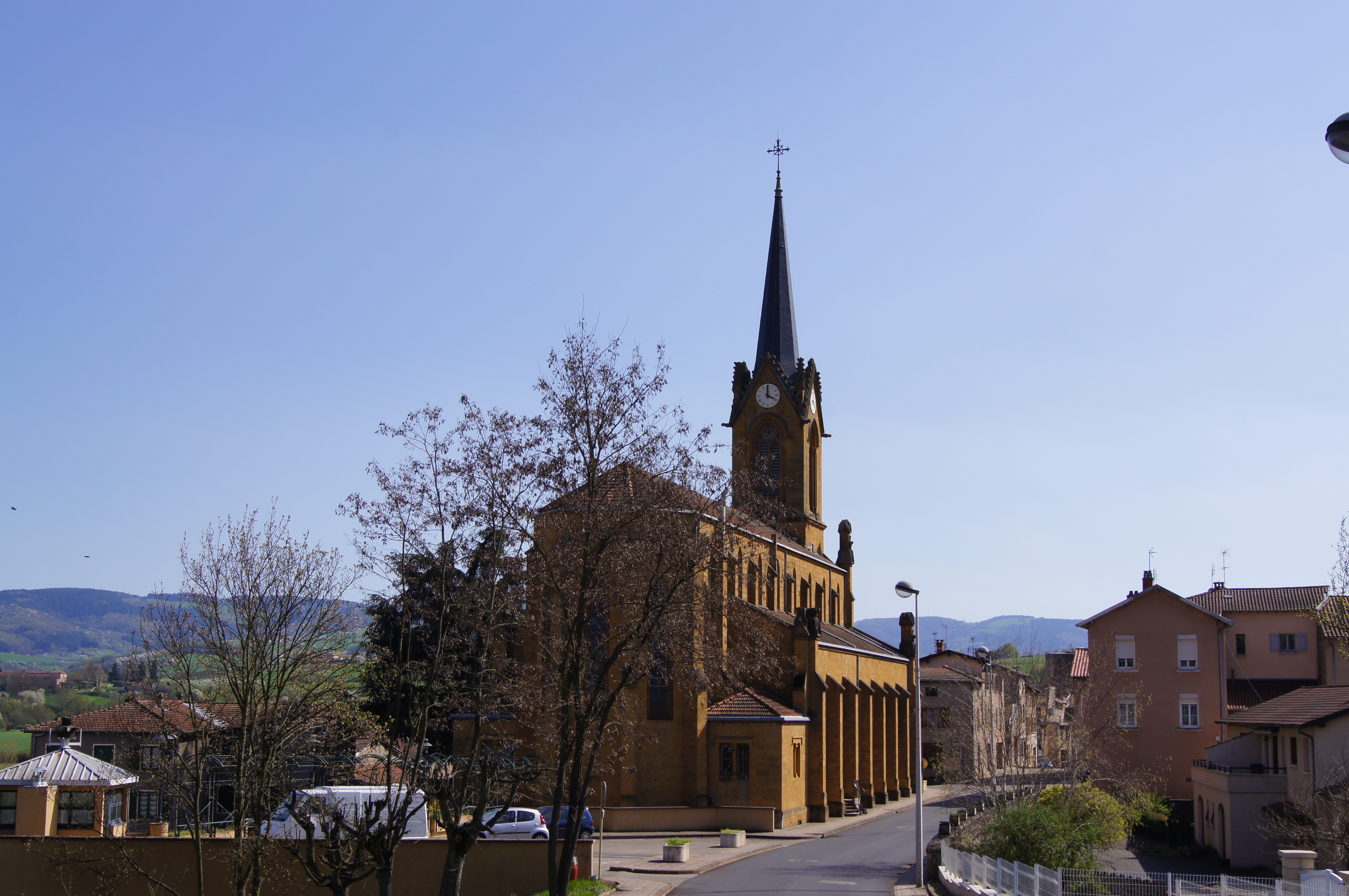
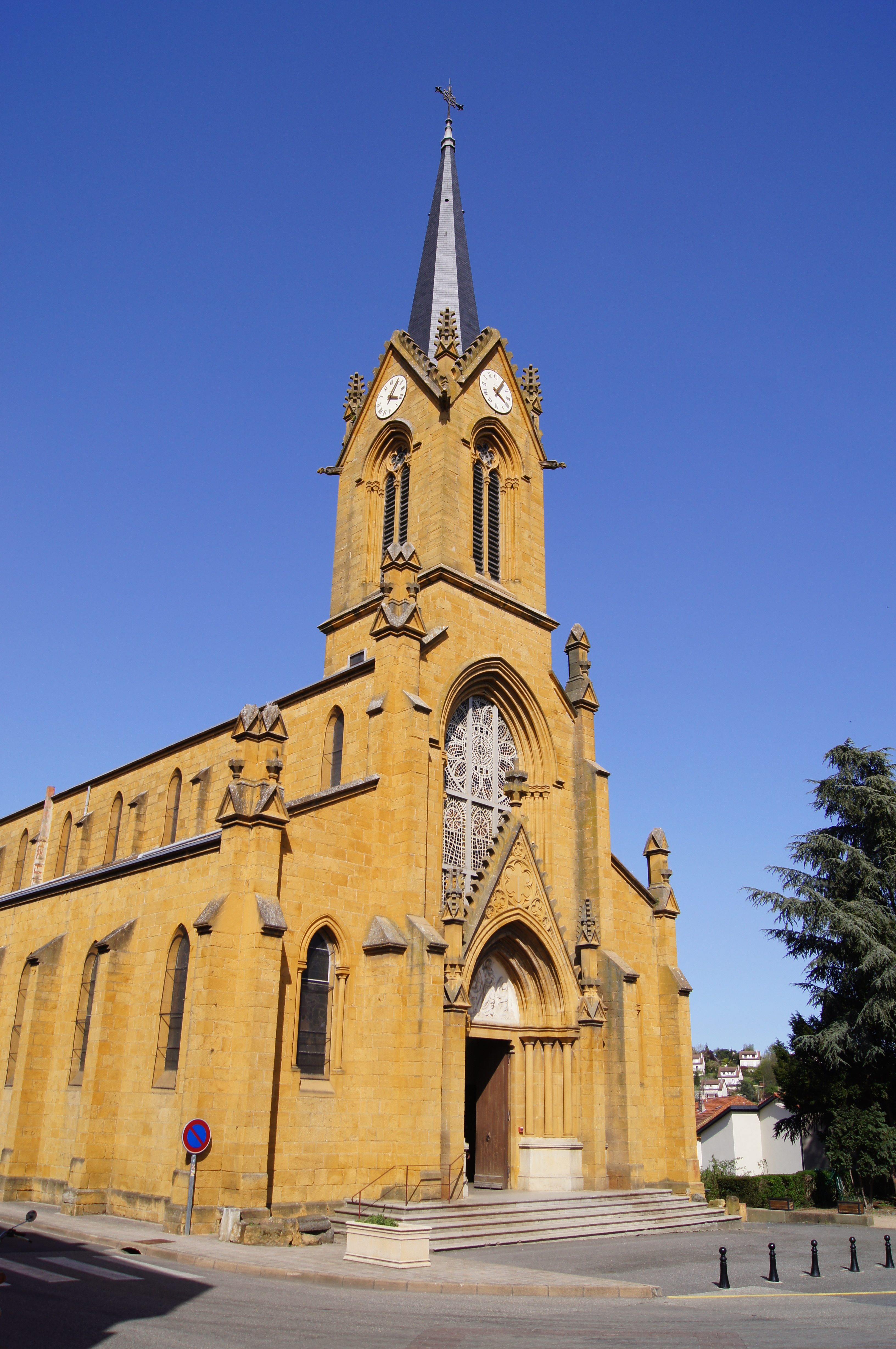
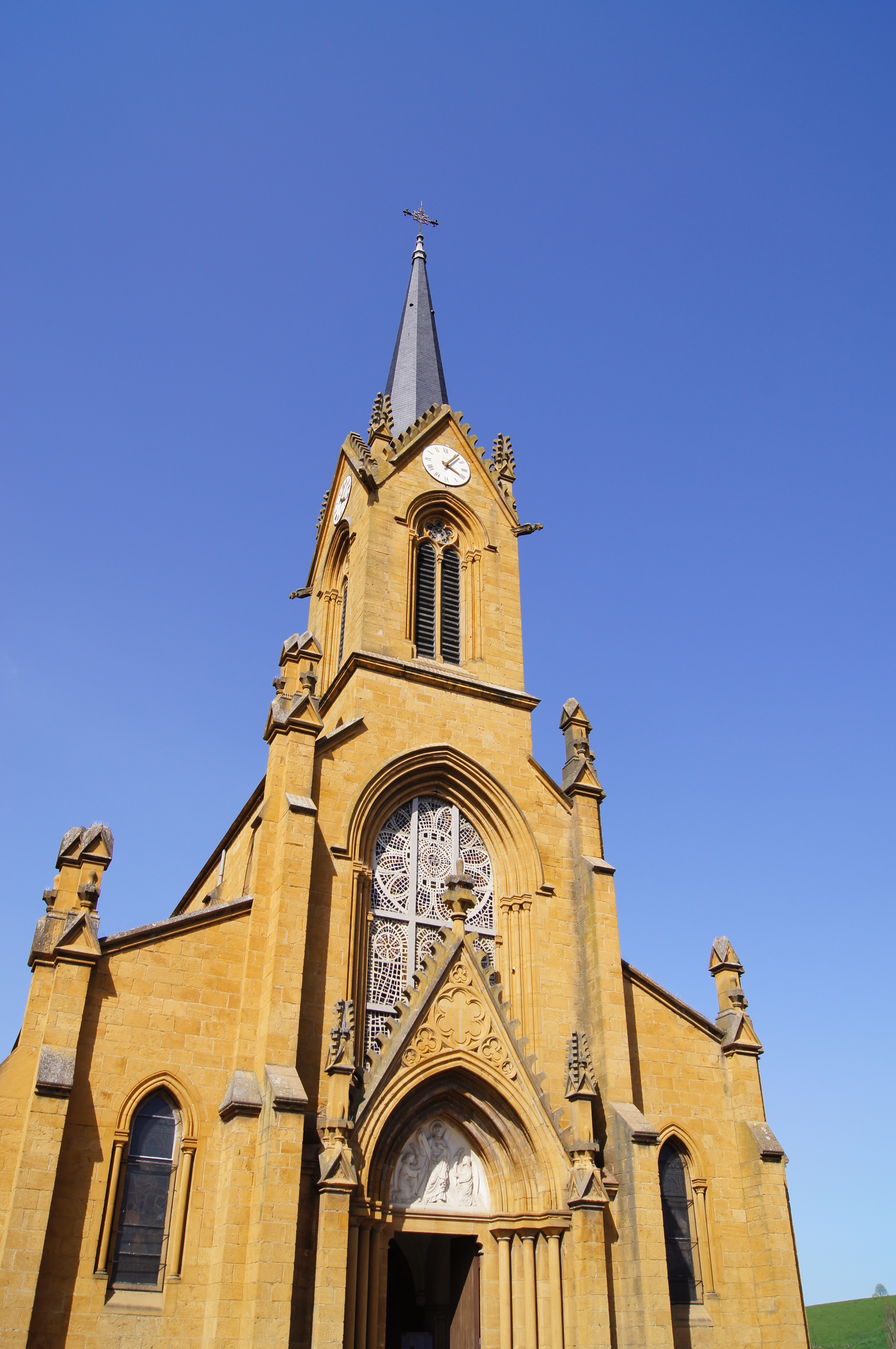
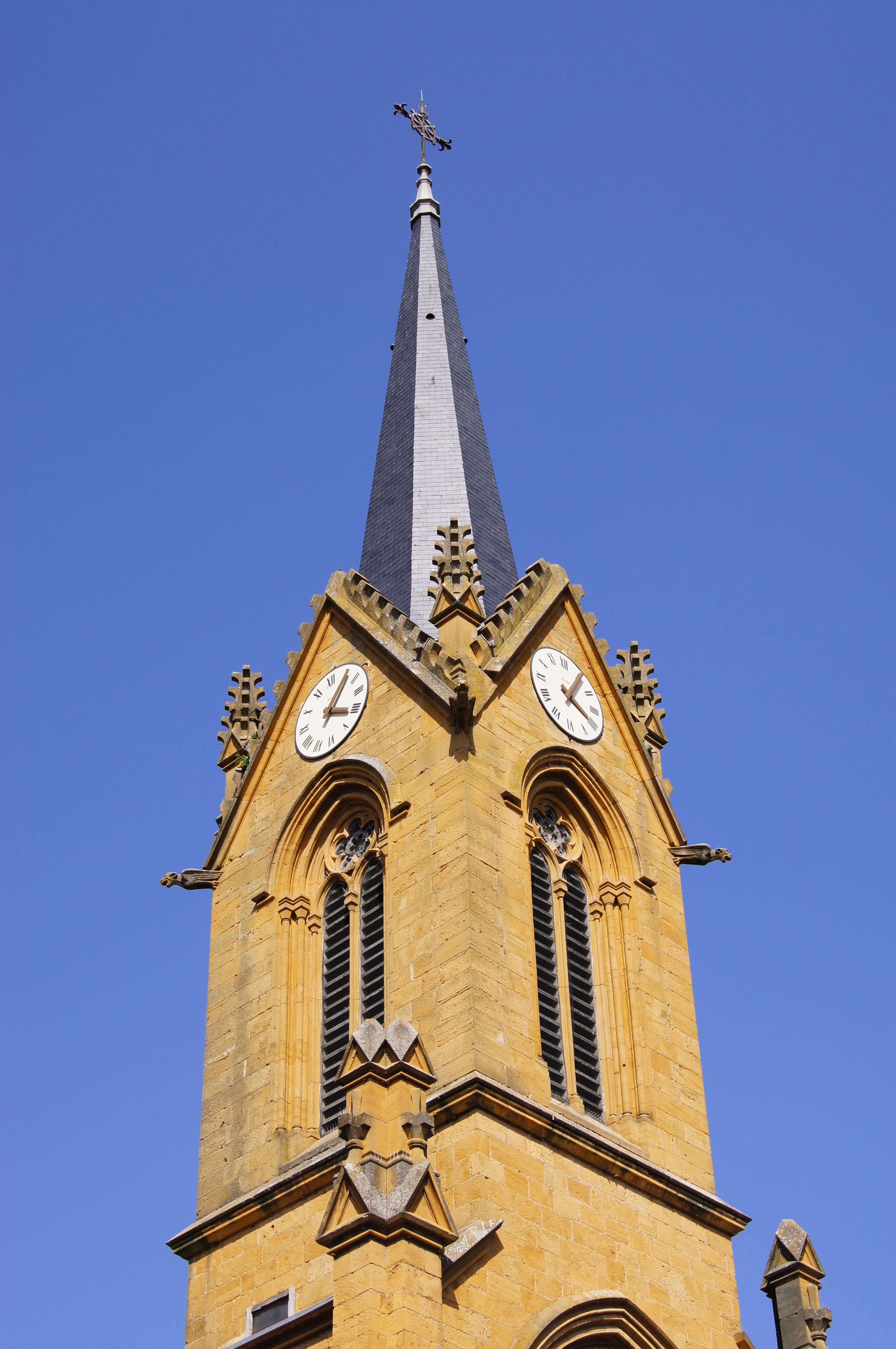
Le clocher de l'église.

### Orgue de l'église de Savigny
L'orgue de Savigny est un ancien orgue anglais du début du XXe siècle. Il a été restauré par Dominique Lalmand.
Voilà la composition de cet orgue :
Grand-Orgue :
- Montre 8 (neuve, car celle de l'orgue anglais était en zinc)
- Bourdon 8 (ancien à cheminée)
- Prestant 4 (neuf et ancien)
- Doublette 2 (id)
- Fourniture II (neuve)
- Cymbale II (neuve)
- Doulciane 8 (entre la voix humaine et le chromorne)

Récit :
- Bourdon 8 (en sapin, ancien)
- Salicional 8 (ancien)
- Dulciane 4 (ancienne)
- Flûte 2 (ancienne)
- Nazard 2 2/3 (neuf)
- Tierce 1 3/5 (neuve)
- Trompette 8 (ancienne)

Pédale :
- Bourdon 16
- Flûte 8
- Basson 16
- Trompette 8

Accouplement GO/Rec
Accouplement Rec/Rec 4'
Tirasse Ped/I
Tirasse Ped/II

### Le musée lapidaire
Le musée lapidaire, situé sous l’ancien vestibule qui desservait l’église Notre Dame abrite une centaine de sculptures et d’éléments architecturaux classés provenant de l’ancienne abbaye bénédictine Saint-Martin de Savigny.

### Savigny dans les arts et la littérature
Le film Un crime au paradis avec Josiane Balasko et Jacques Villeret a été en partie tourné à Savigny.

### Personnalités liées à la commune
- Gabriel Curis (1903-1944), prêtre et résistant à l'abbaye Notre-Dame-des-Dombes, a passé une partie de son enfance à Savigny.